# هيب هوب تجريبي
الهيب هوب التجريبي (بالإنجليزية: Experimental Hip Hop) هو نوع من أنواع موسيقى الهيب هوب ويشير إلى الاستخدام التجريبي للعناصر الهيكلية غير التقليدية والخارجة نوعاً ما عن النطاق التقليدي للهيب هوب، وإدراجها تحت هذا النوع الموسيقى. الهيب هوب التجريبي عادةّ ما يتم إنتاجه إلكترونياً مع إدراج الإسطواناتية أو ما يعرف بالأنجليزية بالـ turntablism.
وهنالك الكثير من الفنانين الذين قاموا بإدخال بعض العناصر الصوتية لهذا النوع لتعزيز القدرة على لعبه مسرحياً أو في بث حي.

## الإنتاج
الهيب هوب التجريبي انتقائي للغاية. كان التأثير مستوحياً من جميع تقريباً.الكثير من الموسيقى الإلكترونية إضافة إلى استخدام عينات صوتية من موسيقى الروك، وموسيقى السول، والريغي، والموسيقى الكلاسيكية، والجاز. إنتاج الهيب هوب التجريبي توسع في أوائل التسعينيات على يد الوو تانج كلان وأ ترايب كولد كويست وآخرون مثل دو لا سول وذا فارسايد وآخرون.
واحد من الرواد الأكثر تأثيراُ في إنتاج الهيب هوب التجريبي هو جيمس ديويت ينسي المعروف بأسم جاي ديلا بالأنجليزية (J Dilla) العناصر الرئيسية في أسلوب جاي ديلا تتضمّن أولاً: استخدام إيقاعات طبول ليست منتظمة تماماً، وثانياً: أخذ العينات الصوتية.
عملية أخذ العينات الصوتية أو أستخدام عبارات ووخزات من موسيقى أخرى هي عملية تقليدية وهي من أساسات الإنتاج في موسيقى الهيب هوب. ومع ذلك، أسلوب جاي ديلا في تقطيع العينات الصوتية كان مميزاً ومبتكراً للغاية فيقوم بأخذ موسيقى أو عينات صغيرة، وجمل قصيرة ليحولها إلى لحن كامل

## الطبولغير منتظمة التوقيت تماماً
الطبول غير منتظمة التوقيت تماماً هي علامة من علامات أسلوب جاي ديلا. تنظيم الطبول يشير إلى التقنية التعديلية المستخدمة في برمجة وضبط الطبول. حيث كل نوع من أنواع الطبول يضرب في الوقت المحدد تماماً. بينما معظم منتجين الهيب هوب التجريبي يلجؤون إلى عدم تنظيم الطبول تماماً بل تراهم يقومون بتأخير أو تقديم بعض الاصوات قليلاً، فهذا يعطي تأثير بوجود اللمسة الطبيعية غير الإلكترونية ويعطي الطبول نوع من الانزلاق والأرجحة كأنك ترى طبالاً من أمامك يُطبّل عليها.

## التأثير
البعض من المنتجين في الأونة الأخيرة ترى أنهم تأثروا في هذا الأسلوب بشكل ملحوظ مثل مادلِب وفلاينج لوتوس وآخرون. ويوجد العديد من المنتجين الذين عُرفوا بتأثيرهم على غيرهم في هذا النوع الموسيقي مثل الأسطواناتي دي جي بريمير، وناينث واندر، هاي-تيك، وبيتي روك.

## في الساحة العربية
في الأونة الأخيرة تطور الهيب هوب التجريبي عربياً وهنالك العديد من الأسماء التي تميزت في هذا النوع مثل:
- عاصفة
- تشويش
- غرض شعري
- الناظر-1
- الفيل
- إدد عبّاس
- ليبوس
- رمسيس الحمورابي